# Фордс (Нью-Джерсі)
Фордс (англ. Fords) — переписна місцевість (CDP) в США, в окрузі Міддлсекс штату Нью-Джерсі. Населення — 12 941 особа (2020).

## Географія
Фордс розташований за координатами 40°32′38″ пн. ш. 74°18′47″ зх. д. / 40.54389° пн. ш. 74.31306° зх. д. (40.543794, -74.312920).  За даними Бюро перепису населення США в 2010 році переписна місцевість мала площу 6,83 км², з яких 6,82 км² — суходіл та 0,01 км² — водойми.

## Демографія
Згідно з переписом 2010 року, у переписній місцевості мешкало 15 187 осіб у 5386 домогосподарствах у складі 4011 родини. Густота населення становила 2224 особи/км².  Було 5675 помешкань (831/км²).
Расовий склад населення:
| - 61,0 % — білих - 20,7 % — азіатів - 9,2 % — чорних або афроамериканців - 0,3 % — корінних американців - 6,0 % — осіб інших рас |

До двох чи більше рас належало 2,8 %. Частка іспаномовних становила 17,4 % від усіх жителів.
За віковим діапазоном населення розподілялося таким чином: 21,7 % — особи молодші 18 років, 65,1 % — особи у віці 18—64 років, 13,2 % — особи у віці 65 років та старші. Медіана віку мешканця становила 39,2 року. На 100 осіб жіночої статі у переписній місцевості припадало 93,9 чоловіків;  на 100 жінок у віці від 18 років та старших — 91,9 чоловіків також старших 18 років.
Середній дохід на одне домашнє господарство  становив 93 606 доларів США (медіана — 83 201), а середній дохід на одну сім'ю — 103 965 доларів (медіана — 92 558). Медіана доходів становила 63 060 доларів для чоловіків та 52 336 доларів для жінок. За межею бідності перебувало 7,4 % осіб, у тому числі 15,6 % дітей у віці до 18 років та 5,2 % осіб у віці 65 років та старших.
Цивільне працевлаштоване населення становило 7606 осіб. Основні галузі зайнятості: освіта, охорона здоров'я та соціальна допомога — 25,3 %, роздрібна торгівля — 11,1 %, науковці, спеціалісти, менеджери — 10,7 %.